# Порто-Торрес
Порто-Торрес (итал. Porto Torres, сард. Portu Turre, лат. Turris Lybissonis) — коммуна в Италии, располагается в регионе Сардиния, подчиняется административному центру Сассари.
Население составляет 21 064 человека, плотность населения — 205,26 чел./км². Занимает площадь 102,62 км². Почтовый индекс — 7046. Телефонный код — 079.
Покровителями Порто-Торреса считаются святые мученики Гавиний, Протон и Иануарий, празднование в понедельник после Троицы. Им посвящена главная достопримечательность города — Базилика святых Гавина, Протона и Ианнуария (XI века). Древнейшие артефакты (III в.) находятся в крипте церкви — саркофаги св. Гавиния, св. Ианнуария и римский саркофаг (так называемый «Саркофаг Орфея»).